# Gai, Leoben

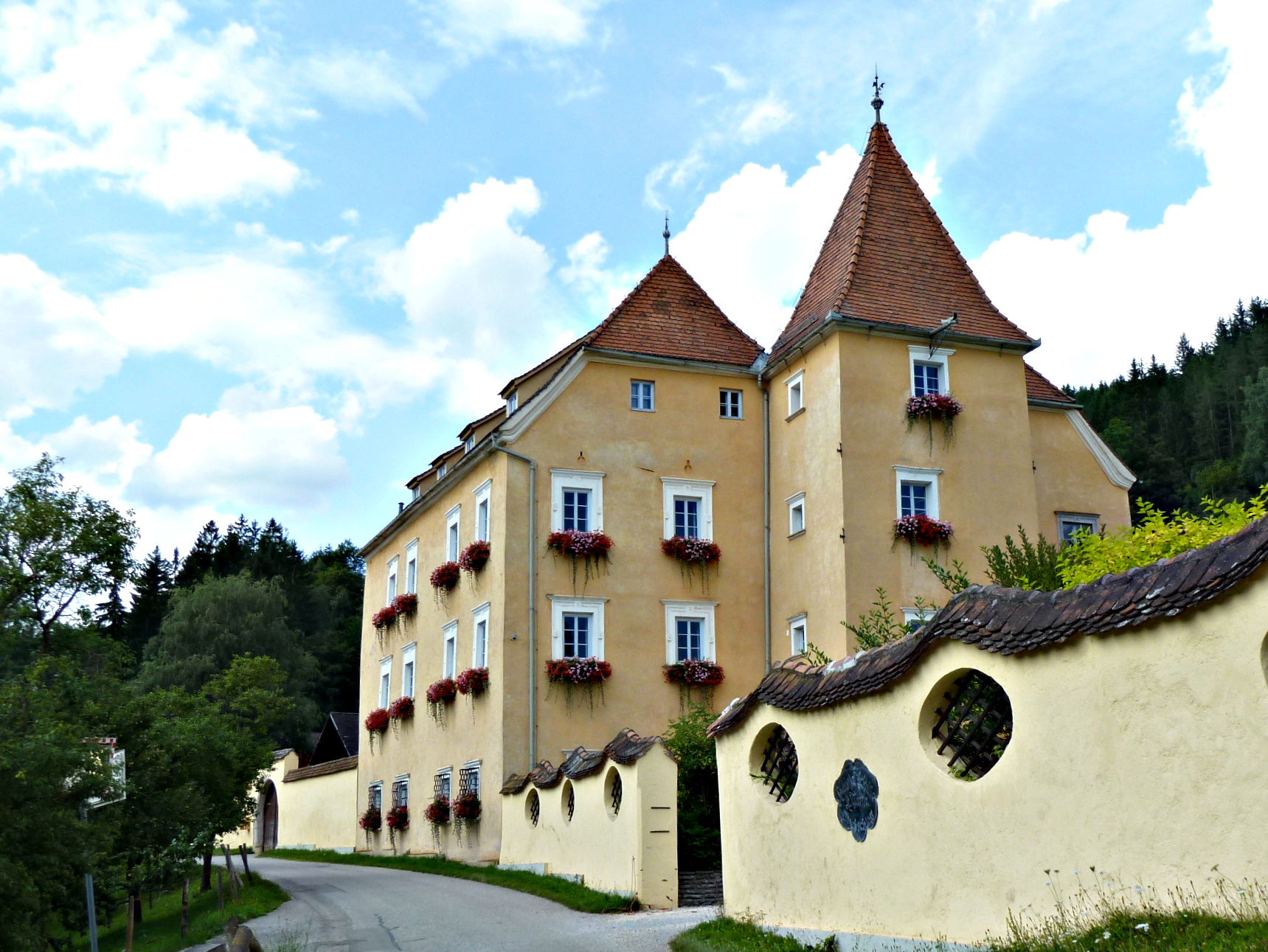

Gai là một đô thị thuộc huyện Leoben bang Steiermark, nước Áo. Đô thị Gai, Leoben có diện tích 62,22 km², dân số thời điểm cuối năm 2008 là 1791 người.